# Untere Rötspitze
Untere Rötspitze (italsky Spalla di Rosso) je 3289 m vysoký vrchol, nalézající se v horském hřebeni Umbalkamm v horské skupině Venediger přímo na státní hranici mezi Rakouskem a Itálií. Prvovýstup na Untere Rötspitze uskutečnili Theodor Harpprecht s Josefem Schnellem dne 1. srpna 1871 severovýchodním hřebenem Rötspitze.

## Poloha
Untere Rötspitze se nachází na hranici mezi Východním Tyrolskem a Jižním Tyrolskem, resp. obcemi Prägraten am Großvenediger a Prettau. Untere Rötspitze je jeden z vrcholů nalézajících se na dlouhém severovýchodním hřebeni Rötspitze. Ten vede z Rötspitze přes Untere Rötspitze a Virgilkopf (3036 m n. m.) na Vorderer Umbaltörl (2926 m n. m.). Východně od Untere Rötspitze se nachází chata Philipp-Reuter-Hütte v údolí Umbaltal, na západě chata Lenkjöchlhütte mezi údolími Windtal a Röttal. Vrcholová oblast Untere Rötspitze je zaledněná. Na západě se nacházejí ledovce Nördliches Rötkees a Mittlere Rötkees, na východě ledovec Welitzkees. Úbočí hory na jihotyrolské straně jsou chráněny v italském přírodním parku Rieserferner-Ahrn, zatímco úbočí na východotyrolské straně jsou chráněny v rakouském Národním parku Vysoké Taury.

## Možnosti výstupu
Při výstupu na Rötspitze severovýchodním hřebenem se obvykle překonává Untere Rötspitze. K tomu se nejprve provádí výstup od chaty Philipp-Reuter-Hütte nebo níže položené chaty Clarahütte na Vorderes Umbaltörl. Poté se přejde Virgilkopf po severovýchodním hřebeni (UIAA II) a z hřebenového průsmyku se vystoupí na firnový vrchol Untere Rötspitze. Alternativně lze na Gratschartl vystoupit také po morénových svazích od chaty Philipp-Reuter-Hütte. Méně náročný je výstup od chaty Lenkjöchlhütte západním úbočím (UIAA I).

## Galerie

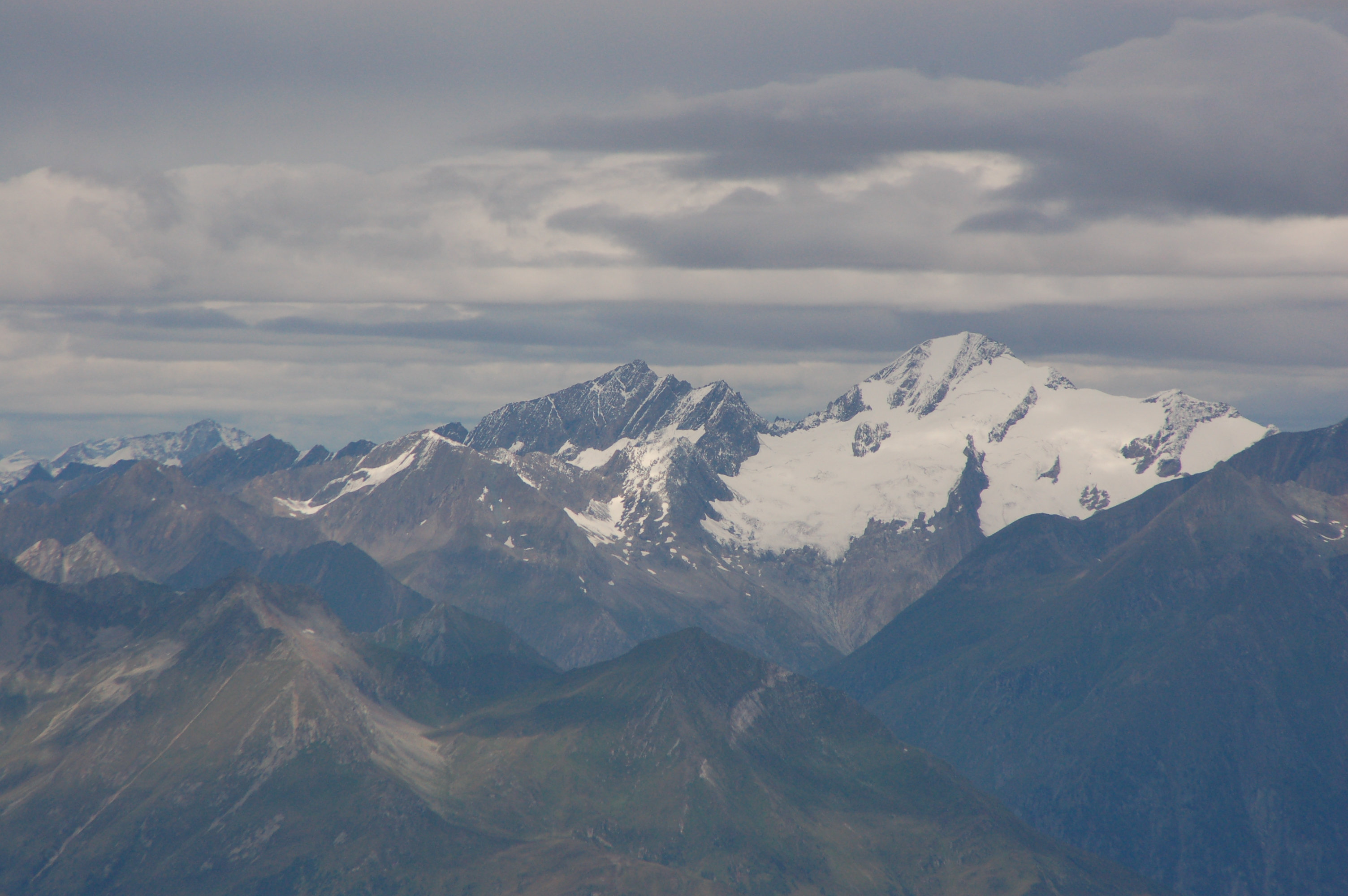
Röt- a Daberspitze při pohledu z Debantgrat
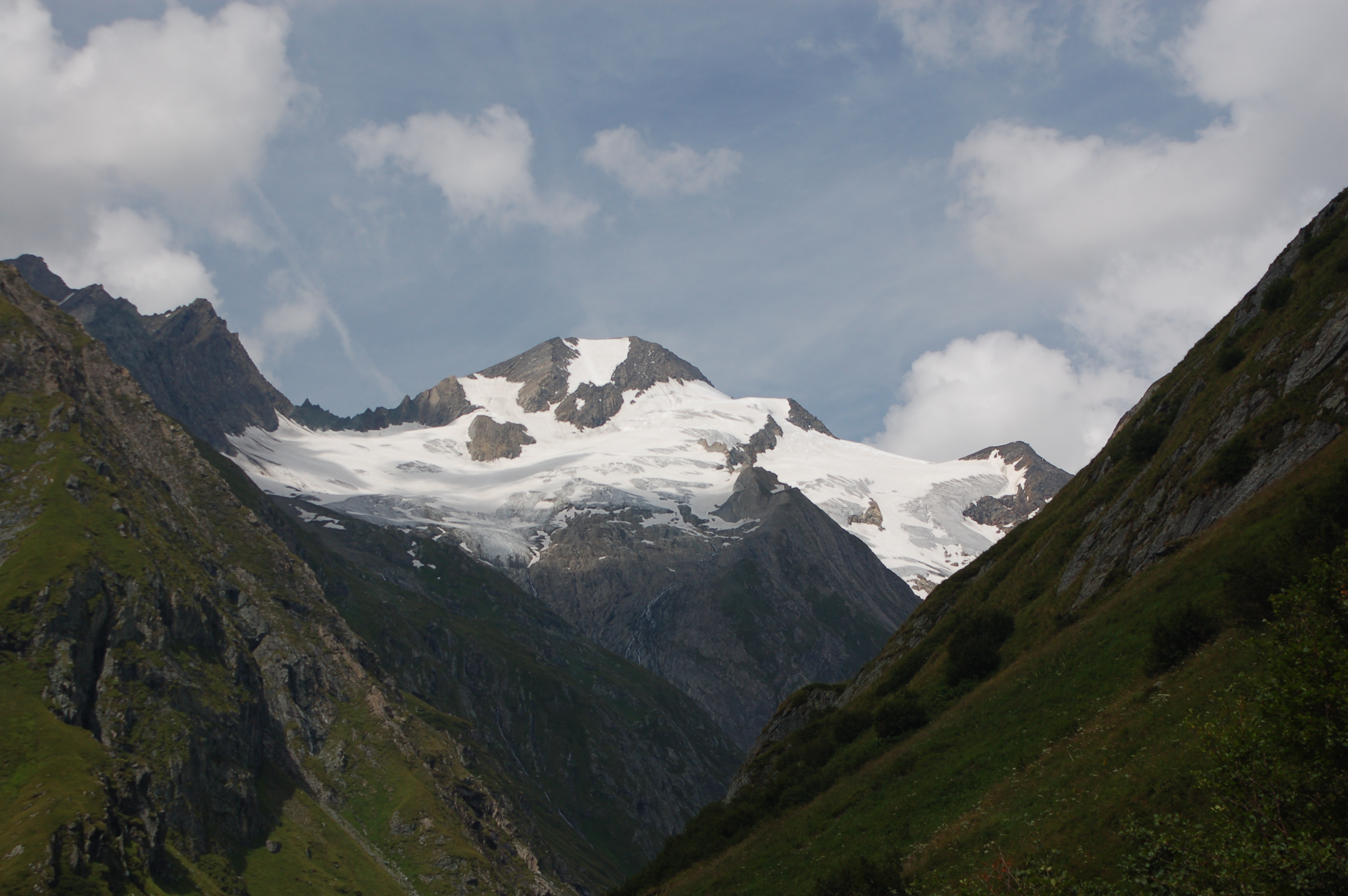
Rötspitze (vlevo) s Unteren Rötspitze (vpravo) při pohledu z jihovýchodu ze závěru údolí Umbaltal.
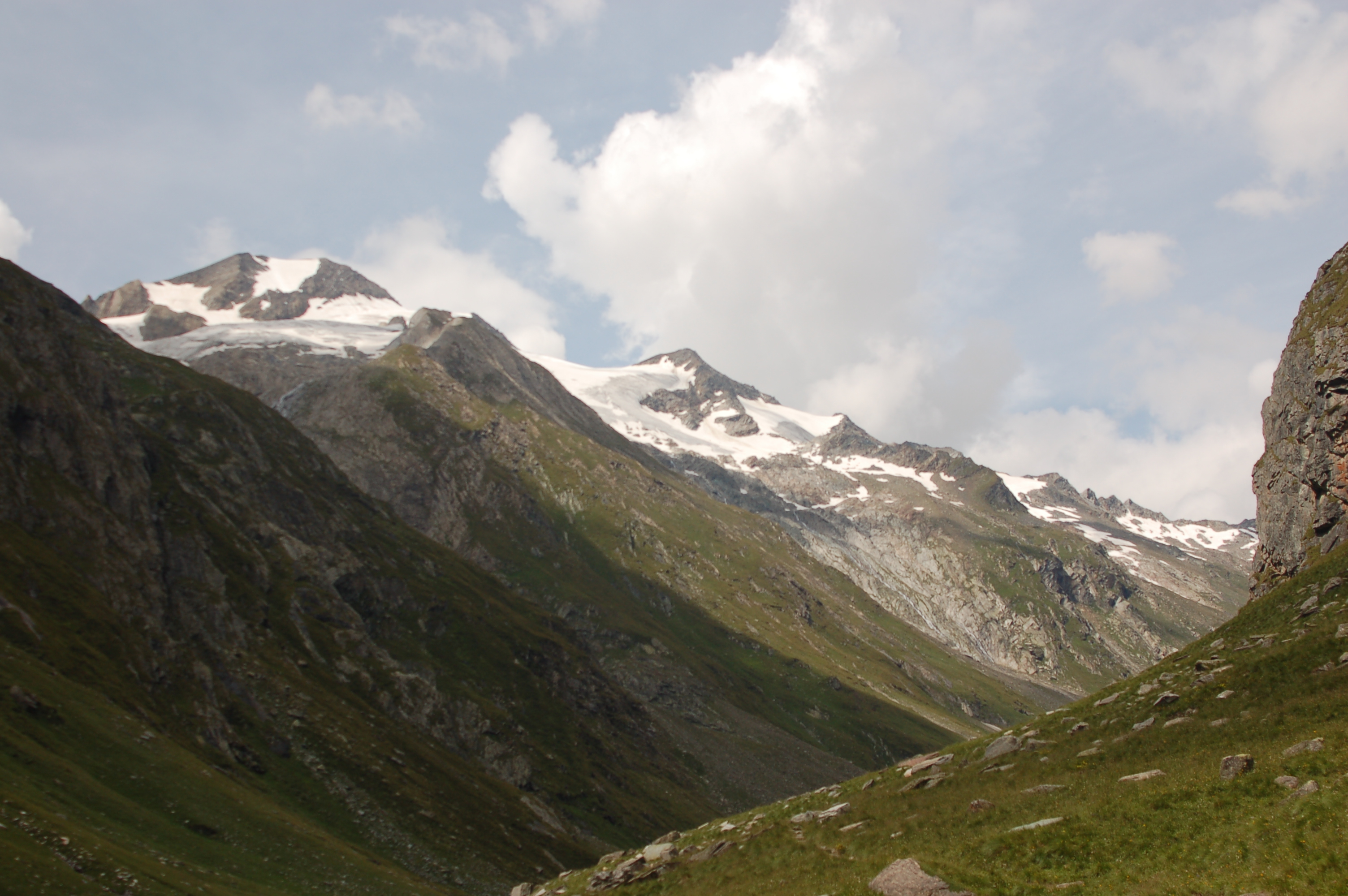
Rötspitze (vlevo) s Unteren Rötspitze (vpravo) při pohledu z jihovýchodu ze závěru údolí Umbaltal.
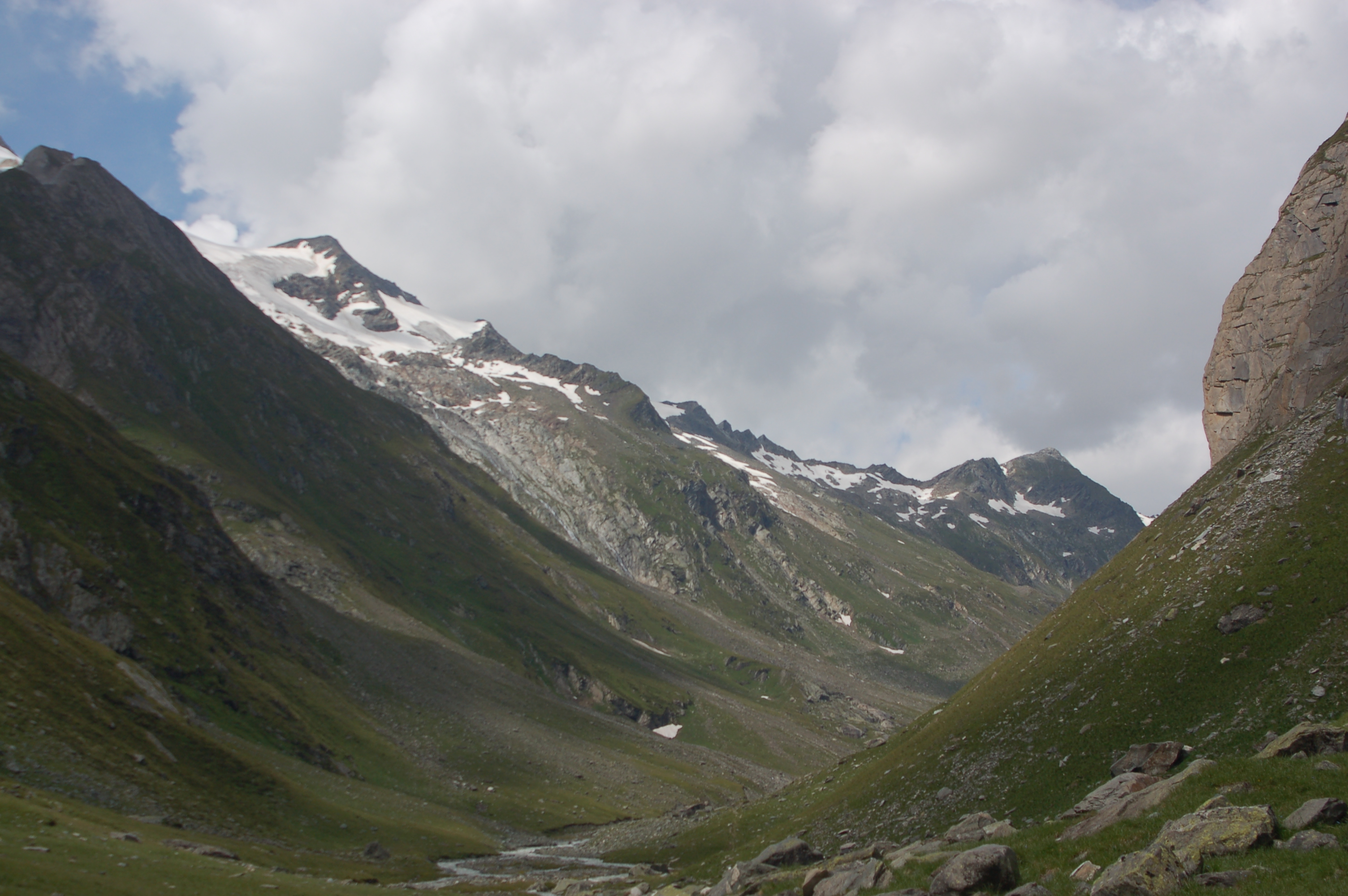
Unteren Rötspitze při pohledu z jihovýchodu ze závěru údolí Umbaltal.